# Kanton Briouze
Der Kanton Briouze war von 1790 bis 2015 ein französischer Wahlkreis im Arrondissement Argentan, im Département Orne und in der Region Basse-Normandie; sein Hauptort war Briouze. Der Kanton war 160,33 km² groß und hatte (1999) 4.341 Einwohner, was einer Bevölkerungsdichte von 27 Einwohnern pro km² entsprach. Er lag im Mittel auf 231 Meter über dem Meeresspiegel, zwischen 157 m in Lougé-sur-Maire und 345 m in Le Ménil-de-Briouze. 

## Gemeinden
Der Kanton bestand aus 15 Gemeinden:
| Gemeinde                 | Einwohner Jahr | Fläche km² | Bevölkerungsdichte | Code INSEE | Postleitzahl |
| ------------------------ | -------------- | ---------- | ------------------ | ---------- | ------------ |
| Briouze                  | 1.553 (2013)   | 17,15      | 91 Einw./km²       | 61063      | 61220        |
| Craménil                 | 159 (2013)     | 8,09       | 20 Einw./km²       | 61137      | 61220        |
| Faverolles               | 139 (2013)     | 10,57      | 13 Einw./km²       | 61158      | 61600        |
| Le Grais                 | 228 (2013)     | 12,21      | 19 Einw./km²       | 61195      | 61600        |
| La Lande-de-Lougé        | 48 (2013)      | 4,95       | 10 Einw./km²       | 61217      | 61210        |
| Lignou                   | 136 (2013)     | 7,61       | 18 Einw./km²       | 61227      | 61220        |
| Lougé-sur-Maire          | 350 (2013)     | 13,58      | 26 Einw./km²       | 61237      | 61150        |
| Le Ménil-de-Briouze      | 557 (2013)     | 21,39      | 26 Einw./km²       | 61260      | 61220        |
| Montreuil-au-Houlme      | 135 (2013)     | 7,82       | 17 Einw./km²       | 61290      | 61210        |
| Pointel                  | 303 (2013)     | 7,52       | 40 Einw./km²       | 61332      | 61220        |
| Saint-André-de-Briouze   | 196 (2013)     | 12,21      | 16 Einw./km²       | 61361      | 61220        |
| Saint-Georges-d’Annebecq | 143 (2013)     | 9,35       | 15 Einw./km²       | 61390      | 61600        |
| Saint-Hilaire-de-Briouze | 322 (2013)     | 13,63      | 24 Einw./km²       | 61402      | 61220        |
| Sainte-Opportune         | 242 (2013)     | 8,46       | 29 Einw./km²       | 61436      | 61100        |
| Les Yveteaux             | 103 (2013)     | 5,79       | 18 Einw./km²       | 61512      | 61210        |

## Bevölkerungsentwicklung
| 1962  | 1968  | 1975  | 1982  | 1990  | 1999  | 2006  |
| ----- | ----- | ----- | ----- | ----- | ----- | ----- |
| 5 369 | 5 277 | 4 806 | 4 574 | 4 380 | 4 341 | 4 630 |